# Calamodontus grandaevus
Calamodontus grandaevus là một loài Trichoptera hóa thạch trong họ Calamoceratidae.